# Wrld on Drugs
| Совокупная оценка    | Совокупная оценка |
| Источник             | Оценка            |
| -------------------- | ----------------- |
| Album of the Year    | 57/100            |
| Metacritic           | 61/100            |
| Оценки критиков      |                   |
| Источник             | Оценка            |
| Consequence of Sound | C                 |
| Highsnobiety         | 3/5               |
| HipHopDX             | 3.7/5             |
| NOW Magazine         | [ 6 ]             |
| Pitchfork            | 6.3/10            |
| RapReviews           | 6/10              |
| XXL                  | 3/5 (L)           |

Wrld on Drugs (полное название — Future & Juice Wrld Present… Wrld on Drugs) — совместный микстейп американского рэпера Фьючера и Juice WRLD. Он был выпущен 19 октября 2018 года на лейблах Epic Records, Freebandz, Grade A и Interscope Records, первоначально объявленный на 17 октября 2018 года. Ведущий сингл «Fine China» был выпущен 15 октября 2018 года. На микстейпе присутствуют совместные треки с Лил Уэйном, Янг Тагом, Ники Минаж, Gunna, Yung Bans и Young Scooter.

## История
После выхода «Fine China», Wrld on Drugs был анонсирован как совместный проект WRLD и Фьючера в их аккаунтах в социальных сетях. Проект состоит из шестнадцати песен. Рукописный трек-лист, написанный на доске, был опубликован обоими исполнителями с подписью «Pluto x Juice #WRLDONDRUGS», где Pluto является отсылкой к дебютному студийному альбому Фьючера Pluto. Фьючер также показал, что он и WRLD работали в студии над проектом, призывая WRLD «сделать обложку, выбрать песни и выпустить её как можно скорее». Он заявил «Я & JuiceWorlddd прямо сейчас в студии… мы просто сделали достаточно хитов, чтобы опубликовать на этой неделе».
The Source связали название альбома с уходом из жизни рэпера Мак Миллера, заявив, что «само название интересно и говорит о текущем состоянии хип-хопа. После недавней передозировки наркотиков питтсбургского рэпера Мак Миллера можно задаться вопросом, будет ли проект об употреблении наркотиков или психических заболеваниях в самом большом жанре в мире». HotNewHipHop предположили, что название препарата в названиях песен предполагает, что в микстейпе может находится большое количество отсылок к наркотикам.

## Синглы
«Fine China» был выпущен как сингл 15 октября 2018 года. «Fine China» был записан в июле во время студийной сессии WRLD и Фьючера и процесс его создания был опубликован рэперами на их страницах Instagram. Они оба посетили пустыню, чтобы снять музыкальное видео для второго сингла альбома «No Issues».

## Коммерческий успех
Wrld on Drugs дебютировал под номером два в американском чарте Billboard 200, не сумев опередить альбом Леди Гаги и Брэдли Купера A Star Is Born, получив 98.000 альбомных-эквивалентных единиц, которые включали 8.000 чистых продаж альбома. Микстейп является десятым альбомом Фьючера в десятке лучших в США, а у Juice WRLD — вторым. Микстейп упал до восьмого места на второй неделе, получив дополнительные 45.000 альбомных-эквивалентных единиц.

## Список треков
Данные взяты с Tidal.
| №                   | Название                                                    | Автор(ы)                                                                            | Продюсер(ы)                       | Длительность |
| ------------------- | ----------------------------------------------------------- | ----------------------------------------------------------------------------------- | --------------------------------- | ------------ |
| 1.                  | «Jet Lag» (совместно с Young Scooter)                       | Нейведиус Уилберн Джаред Хиггинс Andrew Wotman Louis Bell Carl Rosen Kenneth Bailey | Andrew Watt Bell                  | 4:31         |
| 2.                  | «Astronauts»                                                | Уилберн Хиггинс Wesley Glass Robert Richardson                                      | Wheezy Bobby Raps                 | 2:49         |
| 3.                  | «Fine China»                                                | Уилберн Хиггинс Glass Simon Christensen Corey French                                | Wheezy Psymun SinGrinch           | 2:21         |
| 4.                  | «Red Bentley» (совместно с Янг Тагом)                       | Уилберн Хиггинс Shane Lindstrom Джеффри Уильямс                                     | Murda Beatz                       | 3:27         |
| 5.                  | «Make It Back» (в исполнении Juice WRLD)                    | Хиггинс Glass Adam Feeney                                                           | Wheezy Cvre Frank Dukes [a]       | 1:42         |
| 6.                  | «Oxy» (в исполнении Фьючера совместно с Лил Уэйном)         | Уилберн Дуэйн Картер-мл. Tony Son                                                   | Richie Souf                       | 3:00         |
| 7.                  | «7 Am Freestyle»                                            | Уилберн Хиггинс Glass                                                               | Wheezy                            | 3:12         |
| 8.                  | «Different» (совместно с Yung Bans)                         | Уилберн Хиггинс Glass Kevin Gomringer Tim Gomringer Vas Coleman                     | Wheezy Cubeatz                    | 2:31         |
| 9.                  | «Shorty»                                                    | Уилберн Хиггинс Glass Tobias Dekker Keyshawn Gilmore                                | Wheezy Keyyz [b] Outtatown [b]    | 2:01         |
| 10.                 | «Realer n Realer»                                           | Уилберн Хиггинс Glass Colin Franken                                                 | Wheezy Frankie Bash [a]           | 2:50         |
| 11.                 | «No Issues»                                                 | Wilburn Хиггинс Glass Rosie Lowe                                                    | Wheezy                            | 3:04         |
| 12.                 | «Wrld on Drugs»                                             | Уилберн Хиггинс Brandon Wright Donald Cannon Jordan Ortiz Basil Beyah               | Oogie Mane Don Cannon B Hunna [b] | 3:37         |
| 13.                 | «Afterlife» (в исполнении Фьючера)                          | Уилберн Glass Dwan Avery                                                            | Wheezy DY                         | 3:34         |
| 14.                 | «Ain't Livin Right» (совместно с Gunna)                     | Уилберн Хиггинс Jaterrian Hudson Sergio Kitchens                                    | Trell Got Wings Nikko Bunkin [b]  | 3:50         |
| 15.                 | «Transformer» (в исполнении Фьючера совместно с Ники Минаж) | Уилберн Jacob Canady Оника Мараж                                                    | ATL Jacob                         | 3:16         |
| 16.                 | «Hard Work Pays Off»                                        | Уилберн Хиггинс Wotman Bell Nathan Perez Rosen                                      | Watt Happy Perez Bell             | 3:44         |
| Общая длительность: | Общая длительность:                                         | Общая длительность:                                                                 | Общая длительность:               | 49:31        |

- ↑  сопродюсер
- ↑  не указанный в кредитах сопродюсер

## Участники записи
Данные взяты с Tidal.
- Сербан Генья — микширование (1, 16 треки)
- Алекс Тамай — микширование (2–15 треки)
- Джои Лапорта — мастеринг (все треки)
- Джон Хэйнес — помощник инженера (1, 16 треки)

## Чарты
| Чарт (2018—2019)                       | Высшая позиция |
| -------------------------------------- | -------------- |
| Австралия (ARIA)                       | 28             |
| Австрия (Ö3 Austria)                   | 44             |
| Бельгия/Фландрия (Ultratop)            | 34             |
| Бельгия/Валлония (Ultratop)            | 133            |
| Канада (Canadian Albums Chart)         | 5              |
| Дания (Hitlisten)                      | 18             |
| Нидерланды (Album Top 100)             | 12             |
| Финляндия (Suomen virallinen lista)    | 36             |
| Германия (Offizielle Top 100)          | 87             |
| Ирландия (IRMA)                        | 24             |
| Италия (Classifica album)              | 86             |
| Новая Зеландия (RMNZ)                  | 28             |
| Норвегия (VG-lista)                    | 11             |
| Швеция (Sverigetopplistan)             | 17             |
| Швейцария (Schweizer Hitparade)        | 54             |
| Великобритания (UK Albums Chart)       | 23             |
| США Billboard 200                      | 2              |
| США (Billboard Top R&B/Hip-Hop Albums) | 1              |

| Чарт (2019)                            | Позиция |
| -------------------------------------- | ------- |
| США Billboard 200                      | 170     |
| США Top R&B/Hip-Hop Albums (Billboard) | 77      |